# 艾維 (喬治亞州)
艾維（英語：Ivey）是一個位於美國喬治亞州威爾金森縣的城鎮。

## 地理
艾維的座標為32°54′33″N 83°18′33″W / 32.90917°N 83.30917°W，而該地的平均海拔高度為109米（即358英尺）。

## 人口
根據2010年美國人口普查的數據，艾維的面積為7.70平方千米，當中陸地面積為6.60平方千米，而水域面積為1.10平方千米。當地共有人口981人，而人口密度為每平方千米127人。